# Třída St. Louis (1905)
Třída St. Louis byla třída chráněných křižníků námořnictva Spojených států amerických. Postaveny byly tři jednotky této třídy.

## Stavba

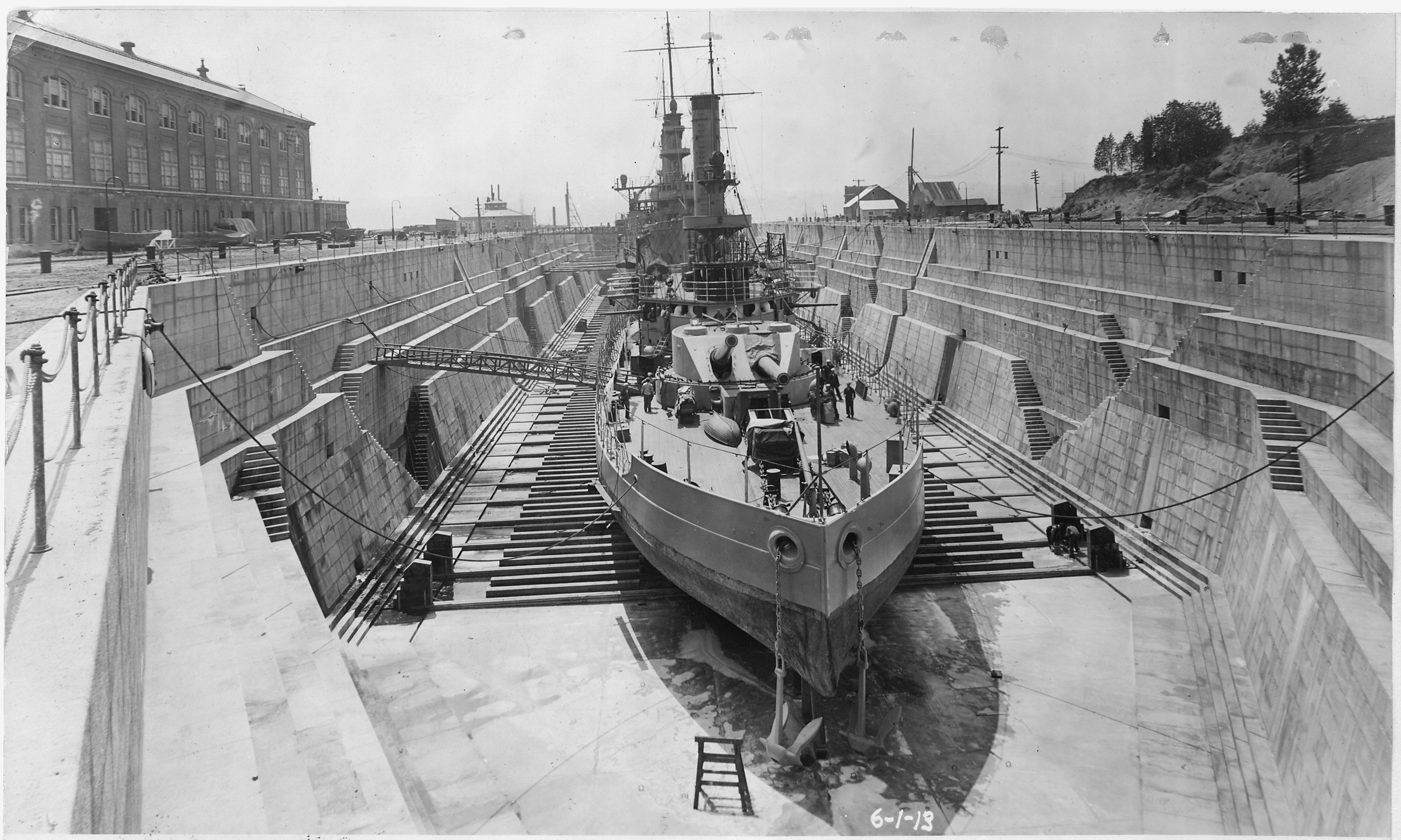
USS Milwaukee (C-21)

Stavba tří chráněných křižníků této třídy byla objednána roku 1900. Plavidla se vyznačovala jedním rysem, díky kterému jsou někdy řazena mezi křižníky pancéřové – mimo pancéřové paluby měly i lehké pancéřování boků u čáry ponoru. Vzhledem k jejich velikosti ale byla úroveň jejich výzbroje a pancéřování slabá. Celkem byly postaveny tři jednotky této třídy, zařazené do služby v letech 1905–1906.
Jednotky třídy St. Louis:
| Jméno                 | Loděnice                                     | Založení kýlu | Spuštěna | Vstup do služby   | Poznámka                                            |
| --------------------- | -------------------------------------------- | ------------- | -------- | ----------------- | --------------------------------------------------- |
| USS St. Louis (CL-20) | Neafie and Levy Ship and Engine Building Co. |               | 1905     | 18. srpna 1906    | 1922 převeden do rezervy, 1930 prodán k sešrotování |
| USS Milwaukee (C-21)  | Union Iron Works                             | 1902          | 1904     | 10. prosince 1906 | 13. ledna 1917 ztroskotal u Eureky v Kalifornii     |
| USS Charleston (C-22) | Newport News Shipbuilding and Dry Dock Co.   | 1902          | 1904     | 17. října 1905    | 1923 vyřazen, 1930 prodán k sešrotování             |

## Konstrukce

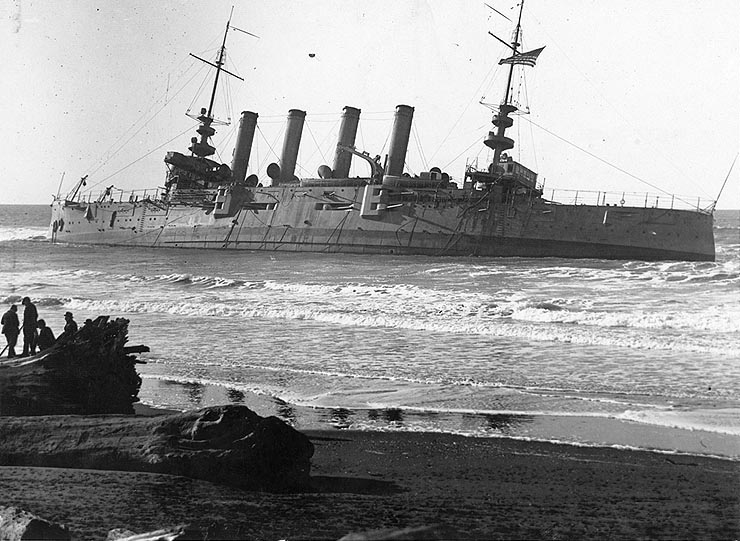
Ztroskotaný křižník USS Milwaukee (C-21)

Hlavní výzbroj tvořilo čtrnáct 152mm kanónů umístěných po jednom na hlavní palubě a v kasematách. Sekundární výzbroj tvořilo osmnáct 76mm kanónů umístěných na nástavbě a v kasematách. Nejvyšší rychlost dosahovala 22 uzlů.

## Operační služba
Křižník Milwaukee ztroskotal roku 1917. Křižníky St. Louis a Charleston byly za první světové války nasazeny k doprovodu konvojů, převážejících vojáky na evropské válčiště.
St. Louis byl vyřazen roku 1922 a Charleston ho následoval o rok později. V roce 1930 byla plavidla prodána k sešrotování. Vyřazený Charleston zakoupila kanadská společnost Powell River Co., která trup odtáhla do stejnojmenného města v Britské Kolumbii a použila ho jako vlnolam. V 60. letech byl trup Charlestonu přemístěn do zátoky Kelsey na ostrově Vancouver. Tam zůstává dodnes.